# Naloteczek oliwkowy

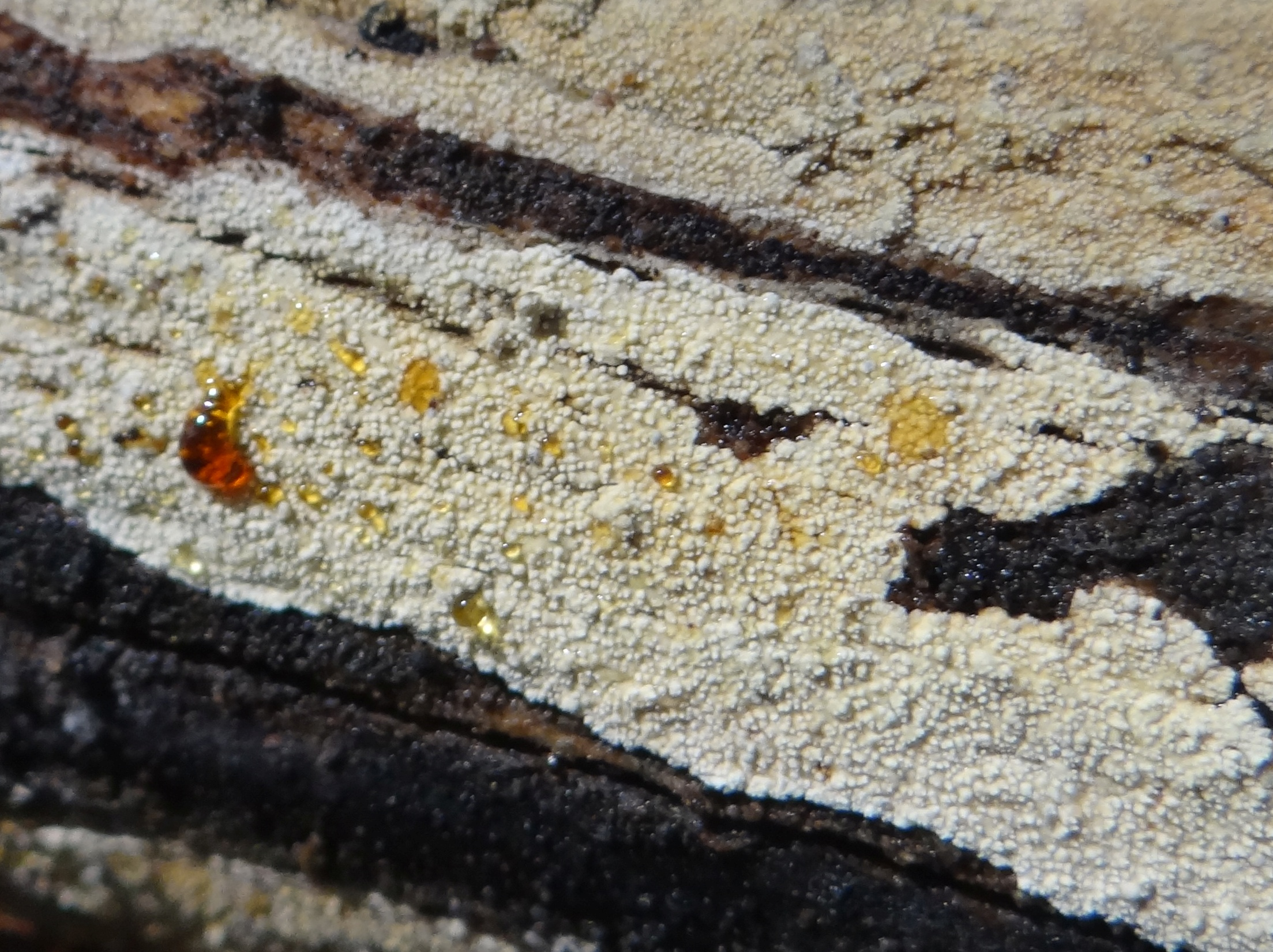

Naloteczek oliwkowy (Brevicellicium olivascens (Bres.) K.H. Larss. & Hjortstam) – gatunek grzybów należący do rodziny Hydnodontaceae.

## Systematyka i nazewnictwo
Pozycja w klasyfikacji według Index Fungorum: Brevicellium, Hydnodontaceae, Trechisporales, Incertae sedis, Agaricomycetes, Agaricomycotina, Basidiomycota, Fungi.
Po raz pierwszy takson ten zdiagnozował w 1892 r. Giacopo Bresàdola nadając mu nazwę Odontia olivascens. Obecną, uznaną przez Index Fungorum nazwę nadali mu w 1978 r. K.H. Larss. i Hjortstam, przenosząc go do rodzaju Brevicellicium.
Niektóre synonimy nazwy naukowej:
- Corticium sulphurellum Höhn. & Litsch. 1908
- Cristella mutabilis f. sulphurella (Höhn. & Litsch.) Parmasto 1965
- Grandinia abrotani Velen. 1922
- Odontia chromoflava Rick 1932
- Odontia olivascens Bres. 1892[2].

Nazwę polską zaproponował Władysław Wojewoda w 2003 r.

## Morfologia
Plecha
Rozpostarta, ściśle przylegająca do podłoża, cienka lub średnio gruba, skórzasta, po wyschnięciu niemal błoniasta. Jest pokryta brodawkami (5–7 brodawek na 1 mm). Barwa kremowa do żółtawo-kremowej, często siarkowo-żółta lub z jasnożółtym odcieniem. Brodawki jajowate, gładkie lub na wierzchołku drobno postrzępione.
Budowa mikroskopowa;
System strzępkowy monomityczny. Strzępki proste, o dość jednakowej grubości, cienkościenne, z nieznacznym zagęszczeniem ściany komórkowej. Mają grubość 3–3,5 μm. Strzępki pod hymenium mają krótsze komórki i są grubsze – 5–10 μm. Wszystkie strzępki posiadają sprzążki. Cystyd brak, ale czasami występują podobne do nich jajowate komórki o średnicy 5–15 μm (głównie w grzybni podstawowej). Podstawki początkowo zaokrąglone, później krótkocylindryczne. Mają długość 12–20 μm i szerokość aż 7 μm w pobliżu wierzchołka. Są dość ciasno ułożone, mają 4 sterygmy i sprzążkę u podstawy. Zarodniki jajowate, asymetryczne, o romboidalnym wyglądzie, gładkie, cienkościenne, z jedną lub dwoma bezbarwnymi kroplami w protoplazmie. Mają średnicę około 5 μm.

## Występowanie i siedlisko
Opisano występowanie tego gatunku w Europie, Ameryce Południowej, niektórych miejscach Azji i Afryki Zachodniej. W Europie jest szeroko rozprzestrzeniony. Występuje również w Polsce. Do 2003 r. w piśmiennictwie naukowym podano 3 jego stanowiska, niewątpliwie jednak jest szerzej rozprzestrzeniony, mała liczba opublikowanych stanowisk jest tylko wynikiem małej liczby badań tego gatunku.
Saprotrof. Występuje na drewnie w lasach liściastych, mieszanych, w parkach. Rozwija się na drewnie wielu gatunków drzew.